# بلانچی بروس
بلانچی بروس (به انگلیسی: Blanche Bruce) سناتور سابق عضو حزب جمهوری‌خواه ایالات متحده آمریکا بود. وی در سال ۱۸۷۵ تا ۱۸۸۱ میلادی سناتور ایالت میسیسیپی در سنای ایالات متحده آمریکا بود.